# Partido de Unidad Nacional (República Dominicana)
Partido de Unidad Nacional (por sus siglas PUN) es un partido político minoritario de la República Dominicana fundado en 2001 por Pedro Corporan. Su primera pugna electoral fue en las Elecciones Congresuales y Municipales de la República Dominicana de 2002, recibiendo menos del 1% de los votos y sin poder ganar un escaño en el Congreso Nacional. Para las Elecciones Congresuales y Municipales de la República Dominicana de 2006 formó parte de los partidos vencidos en la denominada Gran Alianza Nacional.